# Vallejos v. Commissioner of Registration
Vallejos v. Commissioner of Registration blev 2011 ett rättsfall mot Hongkongs regering av en utländsk hushållsarbetare (FDH) som sökte permanent uppehållstillstånd och fri rörlighet i Hongkong. På grund av ämnet kallades  det i media för "maids' residency case" ("hembiträdesbosättningsfallet") (外傭居港權案). Fallet var det första av tre liknande samma år, och utslaget i detta första förväntades påverka de andra. Den 30 september 2011 fastslog Justice Johnson Lam från Court of First Instance (CFI) att existerande lagstiftning, som hindrade utländska hushållsarbetare i Hongkong från att permanent få bosätta sig i Hongkong, stred mot Hongkongs grundlag. Regeringen beslutade att överklaga beslutet till Court of Appeal.

## Initiativ
Initiativtagaren, Evangeline Banao Vallejos, föddes i Filippinerna, där hon tidigare försökte sig på en affärskarriär. Hon kom till Hongkong som hushållsarbetare 1986, då Hongkong ännu var en brittisk besittning.
Under sina första år i Hongkong bytte hon arbetsgivare, men arbetade sedan för Barry Ongs familj i över två decennier. Hon utförde också frivilligarbete, och blev kyrkligt aktiv.

### Fotnoter
1. 1 2  Benitez, Mary Ann; Tse, Winnie, ”House of cards”, The Standard, arkiverad från ursprungsadressen  den 16 oktober 2012, https://web.archive.org/web/20121016062527/http://www.thestandard.com.hk/news_detail.asp?we_cat=12&art_id=113579&sid=33196451&con_type=3&d_str=20110729&fc=7
2. ↑  Benitez, Mary Ann; Lee, Diana, Helpers excluded in early deal, court told, arkiverad från ursprungsadressen  den 10 september 2015, https://web.archive.org/web/20150910003535/http://www.thestandard.com.hk/news_detail.asp?we_cat=4